# ريتشارد شتاين
ريتشارد شتاين (1898 - 28 فبراير 1979 ) طبيب إسرائيلي.  يعتبر رائدًا في طب العيون في إسرائيل. وكان أستاذ طب وجراحة العيون في كلية ساكلر للطب في جامعة تل أبيب  .
في عام 1972، حصل على جائزة إسرائيل في الطب.

## حياته
وُلد شتاين في تشيكوسلوفاكيا، ودرس الطب هناك وعاش في فترة الحرب العالمية الثانية في غيتو تريزنشتات اليهودي، الذي تولى فيه الخدمة الطبية.
وفي عام 1948 هاجر إلى إسرائيل بناء على دعوة من الدكتور حاييم شيبا وهاجر إلى إسرائيل بهدف إدارة قسم العيون في مستشفى تل هاشومير. 
وكان صهيونيا متحمساً وحريصًا على التحدث باللغة العبرية بطلاقة في المؤتمرات العلمية. 
أسس شتاين قسم طب العيون في تل هشومير عام 1949 وعمل كجراح. ولسنوات عديدة أجرى جراحات زرع القرنية في هذا القسم. وفي عام 1967 احتل عناوين الصحف بعد إجراء عملية زرع القرنية دون الحصول على إذن من أسرة المتوفى. 
وخلال الستينيات، تم قبول سبعة أطباء إضافيين في الجناح وتم إنشاء وحدات فرعية في الجناح لعلاج أمراض العيون المختلفة. وفي أوائل السبعينيات قلل من أنشطته، وفي عام 1976 تقاعد وحل محله ميخائيل بلومنتال في رئاسة القسم.

## جوائر وتكريمات
في عام 1972، حصل شتاين على جائزة إسرائيل في الطب. وسمي شارع في بئر السبع باسمه، وتمنح جامعة تل أبيب باسمه جائزة سنوية للتميز في أبحاث طب العيون.